# Didymoglossum montanum
Espèce
Répartition géographique
Didymoglossum montanum est une fougère de la famille des Hyménophyllacées. 

## Description
Cette espèce a les caractéristiques suivantes :
- elle dispose d'un long rhizome traçant, hirsute, couvert de poils bruns à noirâtres et sans racines ;
- le pétiole des frondes est long de 0,5 à 0,6 mm, fortement pileux à sa base et ailé à sa partie supérieure ;
- le limbe est entier, irrégulièrement et profondément lobé, long de trois à cinq centimètres, large de 1,5 centimètre, aux bords légèrement ondulés ;
- des poils noirs espacés ou groupés par deux ou trois sont assez régulièrement disposés au bord du limbe
- les fausses nervures sont assez peu nombreuses, courtes, parallèles aux vraies nervures et proches des bords du limbe ;
- sans fausses nervures submarginales ;
- les sores se trouvent à l'apex du limbe et y sont partiellement ou entièrement insérés ;
- l'indusie est assez nettement bilabiée (exception dans le genre) ;
- la columelle peut être de la taille de l'indusie ou très largement exserte.

## Distribution
Cette espèce, épiphyte ou terrestre, a une très large aire de répartition : d'Amérique tropicale - du Sud et centrale - au sud de l'Afrique - Natal, Madagascar - :  Afrique du Sud (Natal), Belize, Bolivie, Brésil, Colombie, El Salvador, Équateur, Honduras Costa Rica, Guyane, Guyana, Honduras, Madagascar, Mexique, Nicaragua, Panama, Paraguay, Pérou, Surinam, Venezuela.

## Historique
En 1829 (publication en 1831), William Jackson Hooker et Robert Kaye Greville décrivent, à partir d'un exemplaire collecté par William Jameson près de Quito en Équateur, l'espèce Trichomanes quercifolium Hook. & Grev.. Or, en 1811, Nicaise Augustin Desvaux décrit une espèce - qui se révèlera être Trichomanes polypodioides L. - sous le nom de Trichomanes quercifolium Desv.. William Jackson Hooker et Robert Kaye Greville ont donc créé un homonyme illégal : cette homonymie va subsister presque un siècle (cf. article de Lindman en référence).
En 1837, William Jackson Hooker décrit un exemplaire de William Jameson de Colombie sous le nom de Trichomanes montanum Hook.. Mais il s'agit aussi d'un homonyme illégal, car en 1796, Richard Anthony Salisbury avait déjà renommé Trichomanes canariense L. avec la même épithète spécifique : Trichomanes montanum Salisb., espèce synonyme de Davallia canariensis (L.) Sm. ,.
En 1843, Karel Bořivoj Presl place le basionyme de Hooker et Greville dans le genre Didymoglossum : Didymoglossum quercifolium (Hook. & Grev.) C.Presl.
En 1867, John Gilbert Baker publie la description de William Jackson Hooker d'un exemplaire collecté au Natal par Robinson et Sanderson sous le nom de Trichomanes robersonii Hook. ex Baker. Dans cette description, il note déjà la très grande ressemblance avec Trichomanes quercifolium Hook. & Grev.
Mais en 1874, John Gilbert Baker fait de Trichomanes quercifolium Hook. & Grev. une variété de Trichomanes pusillum Sw. : Trichomanes pusillum var quercifolium.
En 1903, Carl Axel Magnus Lindman publie une analyse approfondie des espèces américaines appartenant à la section Didymoglossum, à l'époque section du genre Trichomanes (document en référence). Il met en évidence la spécificité de Trichomanes quercifolium Hook. & Grev., en étudie très complètement les caractéristiques, il confirme les synonymies de Trichomanes quercifolium Hook. & Grev., Trichomanes montanum Hook. et Trichomanes robinsonii Hook. ex Baker, mais sans toutefois relever le problème d'homonymie illégale avec Trichomanes quercifolium Desv., homonymie qui est susceptible d'invalider l'épithète spécifique du basionyme.
En 1906, Carl Frederik Albert Christensen choisit, contrairement à Carl Axel Magnus Lindman, Trichomanes montanum comme nom représentatif de Trichomanes quercifolium Hook. & Grev. tout en s'appuyant sur ses travaux et donc la synonymie avec Trichomanes robinsonii Hook. ex Baker (document en référence).
En 1938, Edwin Bingham Copeland reclasse Trichomanes robinsonii Hook. ex Baker, dans le genre Didymoglossum : Didymoglossum robinsonii (Hook. ex Baker) Copel. et fait de Trichomanes montanum Hook. un synonyme de cette dernière espèce. Ce reclassement est celui qui comporte le plus de cohérence en raison des doubles homonymies (qu'il relève explicitement) concernant les épithètes quercifolium et montanum.
Marie-Laure Tardieu-Blot conserve le nom de Trichomanes montanum Hook. avec toute la synonymie (Trichomanes quercifolium Hook. & grev., Trichomanes robinsonii Hook. ex Baker et leurs combinaisons) (ouvrage en référence).
En 1974, Conrad Vernon Morton, dans The Genera, Subgenera and Sections of the Hymenophyllaceae, ignore totalement les trois dénominations et leurs combinaisons : a-t-il adopté la position de John Gilbert Baker (synonymie totale avec Trichomanes pusillum) ?
En 2006, Atsushi Ebihara et al. confirment le placement dans le genre Didymoglossum et précisent comme sous-genre Didymoglossum tant pour Trichomanes montanum que pour Trichomanes robersonii mais sans créer une nouvelle combinaison.
En 2009, Jacobus Petrus Roux réalise la nouvelle combinaison en utilisant l'épithète spécifique de Trichomanes montanum. Ce choix est partiellement rationnel car l'épithète spécifique conservé est tout autant frappé du problème d'homonymie que l'épithète spécifique « quercifolium » pourtant beaucoup plus adapté ; c'est la position d'Edwin Bingham Copeland qui est la plus cohérente.

## Position taxinomique
L'espèce Didymoglossum montanum est classée dans le sous-genre Didymoglossum.
Elle compte huit synonymes :
- Didymoglossum quercifolium (Hook. & Grev.) C.Presl
- Didymoglossum reptans var. quercifolium (Hook. & Grev.) E.Fourn.
- Didymoglossum robinsonii (Hook. ex Baker) Copel.
- Trichomanes montanum Hook.
- Trichomanes pusillum var. quercifolium (Hook. & Grev.) Baker
- Trichomanes quercifolium Hook. & Grev.
- Trichomanes reptans var. quercifolium (Hook. & Grev.) Jenman
- Trichomanes robinsonii Hook. ex Baker